# جان رالستون سائول
جان رالستون سائول (انگلیسی: John Ralston Saul؛ زادهٔ ۱۹ ژوئن ۱۹۴۷) یک فیلسوف رمان‌نویس و مقاله‌نویس اهل کانادا است.